# Protracheophyta
Las protraqueofitas o plantas prevasculares son un pequeño grupo de plantas terrestres extintas que han sido consideradas evolutivamente intermedias entre las briofitas y las pteridofitas, lo que significa que su aparición antecedió a las plantas vasculares. Se caracterizaron por carecer de verdaderas traqueidas, por lo que su vascularización era incipiente. Habitaron entre el Silúrico tardío y el Devónico temprano, entre hace 430 a 390 millones de años aproximadamente.

## Historia
El primer fósil fue descubierto por el paleobotánico canadiense John Dawson en 1859 en Gaspesia (Canadá) y fue una planta del Devónico que llamó Psilophyton. Este tipo de plantas primitivas caracterizadas por la carencia de hojas, fueron agrupadas en 1917 en el orden Psilophytales, división Psilophyta. A partir de 1968, se consideró que Psilophyta ya no era un taxón adecuado para toda esta variedad de fósiles, por lo que se creó tres subdivisiones: Rhyniophytina, Zosterophyllophytina y Trimerophytina dentro de Tracheophyta.
La definición de las protraqueofitas y el clado Polysporangiophyta, fueron establecidos en 1997 al determinar que existieron plantas precursoras de las traqueofitas, aunque estas fueron previamente clasificadas como riniofitas. Es de notar que tanto Protracheophyta como otros grupos extintos como Rhyniophyta, Zosterophyllophyta y Trimerophyta son parafiléticos, y a pesar de ello pueden seguirse utilizando por conveniencia.
Restos no bien preservados de Eohostimella, los cuales no presentan traqueidas, podrían ser tempranas protraqueofitas, lo que ampliaría el rango temporal del grupo al Silúrico temprano, hace 440 millones de años.

## Filogenia
Protracheophyta sería un grupo parafilético según Kenrick & Crane 1997, y estaría conformado por al menos dos clados (Horneophytopsida y Aglaophyton) relacionados aproximadamente del siguiente modo:
|  | Tortilicaulis †                                           |
|  |                                                           |
|  | \| \| Caia † \| \| \| \| \| \| Horneophyton † \| \| \| \| |
|  |                                                           |
|  | Caia †                                                    |
|  |                                                           |
|  | Horneophyton †                                            |
|  |                                                           |

|  | Caia †         |
|  |                |
|  | Horneophyton † |
|  |                |

|  | Aglaophyton † |
|  |               |
|  | Tracheophyta  |
|  |               |

|  | Tortilicaulis †                                           |
|  |                                                           |
|  | \| \| Caia † \| \| \| \| \| \| Horneophyton † \| \| \| \| |
|  |                                                           |
|  | Caia †                                                    |
|  |                                                           |
|  | Horneophyton †                                            |
|  |                                                           |

|  | Caia †         |
|  |                |
|  | Horneophyton † |
|  |                |

|  | Aglaophyton † |
|  |               |
|  | Tracheophyta  |
|  |               |